# ناحیه وانیکا
ناحیه وانیکا (به لاتین: Wanica District) یکی از ناحیه‌های کشور سورینام است. ناحیه وانیکا ۴۴۳ کیلومتر مربع مساحت و ۱۱۸٬۲۲۲ نفر جمعیت دارد.